# Sindrome di Proteo
La sindrome di Proteo è una rarissima malattia congenita identificata per la prima volta dal dottor Michael Cohen nel 1979, e il cui nome è stato attribuito nel 1983 dal dottor Hans-Rudolf Wiedemann, con riferimento all'omonimo dio Proteo della mitologia greca, in grado di trasformare il proprio aspetto fisico; probabilmente il riferimento era al fatto che le manifestazioni del morbo erano ogni volta differenti nei vari pazienti a cui era stata diagnosticata questa malattia.

## Sintomi
La malattia causa una crescita incontrollata di pelle, ossa e tessuti (compresi vasi sanguigni e linfatici) in varie parti del corpo, spesso accompagnata da tumori su buona parte della superficie corporea. Le cause sono recentemente state ipotizzate come una mutazione a mosaico (ovvero che interessa il DNA di solo una parte delle cellule del soggetto) del gene Akt1, che viene sovraespresso, portando a crescita incontrollata e disarmonica dei tessuti. Non esiste cura, anche se è possibile intervenire su alcuni dei sintomi, ad esempio rimuovendo alcune delle formazioni tumorali.

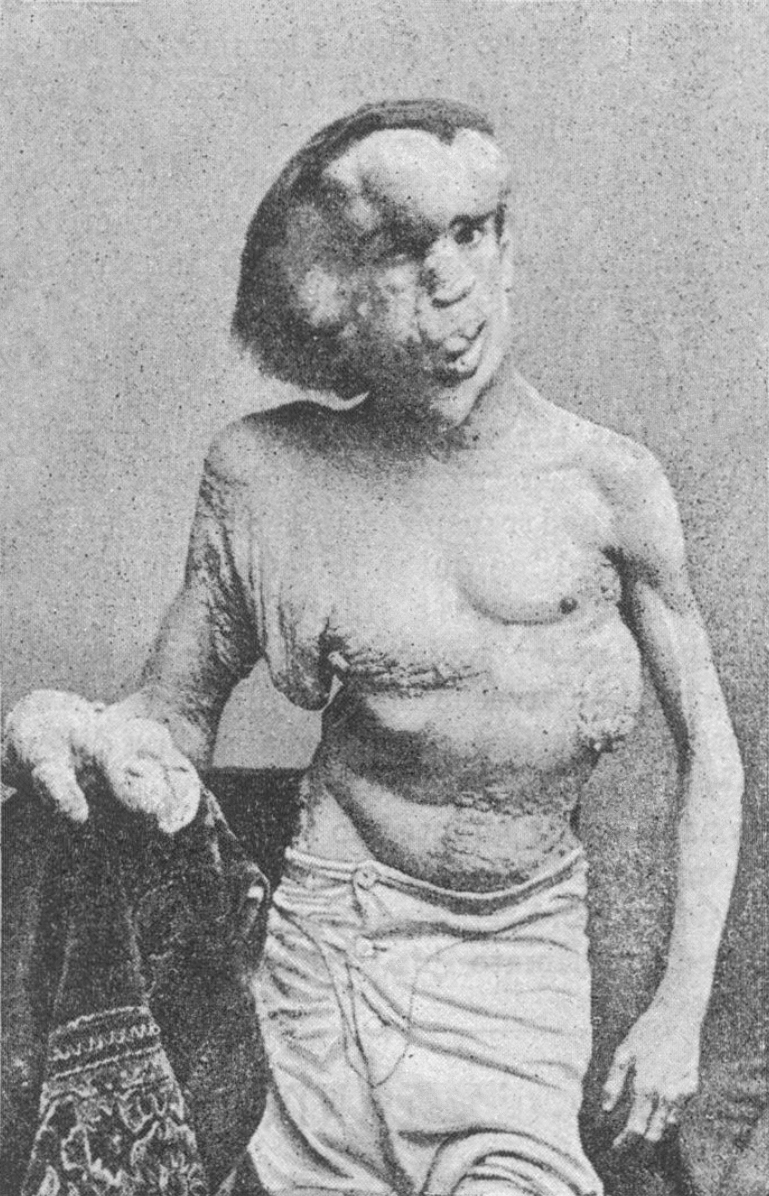
Joseph Merrick, comunemente noto come l'Uomo Elefante, plausibilmente affetto da sindrome di Proteo, nel 1889

La sindrome di Proteo è estremamente rara; dal momento in cui è stata identificata ad oggi solo circa 200 persone in tutto il mondo sono risultate affette da questa sindrome. Sulla base delle anamnesi e documentazioni del tempo si è diagnosticato che Joseph Merrick soffrisse di una forma particolarmente grave di sindrome di Proteo che ne aveva deformato interamente il corpo esclusi i genitali e il braccio sinistro.
A differenza di quanto si sia creduto un tempo, gli individui affetti da questa sindrome hanno un'intelligenza pari a quella della media delle persone, anche se gli effetti della malattia possono causare danni indiretti all'intelletto: gli accumuli di tessuto, ad esempio, possono provocare lo schiacciamento dei vasi sanguigni e impedire così il corretto afflusso di sangue al cervello.